# Ksenija Erdeli
Ksenija Aleksandrovna Erdeli, född 1878 i Guvernementet Cherson, Nya Ryssland, Kejsardömet Ryssland , död 1971, var en rysk harpist, kompositör och pedagog. Hon var professor vid Moskvakonservatoriet och betraktas som grundaren av den sovjetiska harpospelstekniken. Hon studerade vid Smolnyjinstitutet.